# Unión Internacional de Asociaciones de Alpinismo
La Unión Internacional de Asociaciones de Alpinismo (UIAA por su nombre en idioma francés Union Internationale des Associations d'Alpinisme) es una federación internacional de montañismo y escalada. Creada en 1932 en Chamonix (Francia), su sede central está en Berna (Suiza).
Esta organización desarrolla sus actividades en un ámbito mundial, en temas de coordinación internacional, seguridad, medicina de montaña, regulación de modalidades deportivas y, en general, recomendaciones sobre las práctica de montañismo y escalada. 
Está reconocida por el Comité Olímpico Internacional (COI) como autoridad en las materias en las que desarrolla sus competencias.
En 2018 la UIAA representa a más de 3 millones de escaladores y montañeros de 91 organizaciones en 5 continentes y 68 países de todo el mundo.
En la industria de materiales relacionados con la montaña y la escalada, esta federación desempeña un papel crucial en el desarrollo de estándares y regulaciones de seguridad para el equipamiento usado en estas actividades.